# Cibotium sumatranum
Cibotium sumatranum är en ormbunkeart som beskrevs av Christ. Cibotium sumatranum ingår i släktet Cibotium och familjen Cibotiaceae. Inga underarter finns listade.